# Natsushima bifurcata
Natsushima bifurcata är en ringmaskart som beskrevs av Michiya Miura och Laubier 1990. Natsushima bifurcata ingår i släktet Natsushima och familjen Nautiliniellidae. Inga underarter finns listade i Catalogue of Life.